# Verwaltungsgemeinschaft Hamersleben

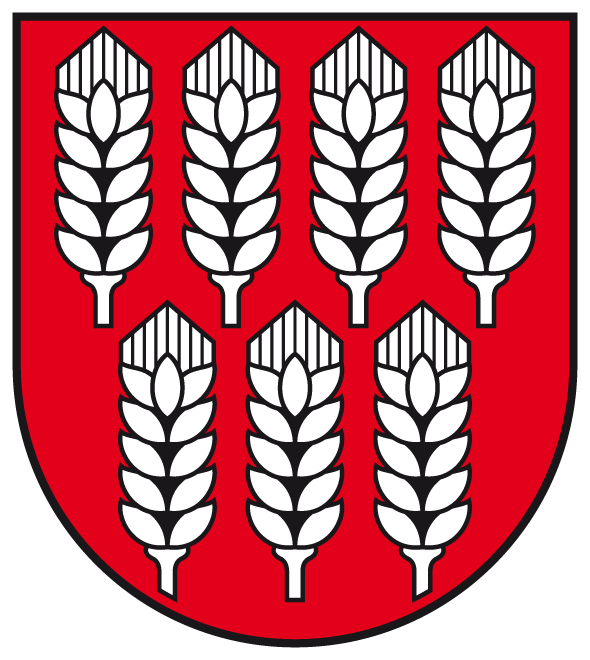
Wappen der VG Hamersleben

Die Verwaltungsgemeinschaft Hamersleben war eine Verwaltungsgemeinschaft im Bördekreis in Sachsen-Anhalt und hatte ihren Sitz in Hamersleben.

## Mitgliedsgemeinden
| - Ausleben - Gunsleben - Hamersleben - Neuwegersleben | - Ohrsleben - Wackersleben - Wulferstedt |

## Geschichte
Die Verwaltungsgemeinschaft Hamersleben wurde 1994 durch den freiwilligen Zusammenschluss von sieben Gemeinden gegründet. Am 1. Juli 2004 schlossen sich die Gemeinden Gunsleben, Hamersleben und Neuwegersleben zur Gemeinde Am Großen Bruch zusammen. Die Verwaltungsgemeinschaft wurde zum 1. Januar 2005 aufgelöst und die Gemeinden wurden in die neu gegründete Verwaltungsgemeinschaft Westliche Börde eingegliedert.

## Wappen
Das Wappen wurde am 16. Oktober 1995 durch das Regierungspräsidium Magdeburg genehmigt.
Blasonierung: „In Rot sieben (4:3) silberne Kornähren.“
Die Verwaltungsgemeinschaft besteht aus sieben Gemeinden, die je durch eine Ähre symbolisch dargestellt sind.
Die rot-silberne Tingierung ist auf die historische Zugehörigkeit der Orte zum Bistum Halberstadt zurückzuführen, wie auch auf das Erzbistum Magdeburg (für Ausleben), dass ebenfalls diese Tinkturen aufweist.
Das Wappen wurde von der Heraldischen Gesellschaft „Schwarzer Löwe“ in Leipzig gestaltet und ins Genehmigungsverfahren geführt.